# Scott Arfield
Scott Nathaniel Arfield (n. 1 noiembrie 1988, Livingston⁠(d), Scoția, Regatul Unit) este un fotbalist britanic și canadian liber de contract, care joacă pe post de mijlocaș. Pe plan internațional, are prezențe la națională pentru Scoția U19⁠(d), Scoția U21⁠(d), Scoția B⁠(d) și Canada. și pentru echipa națională canadiană, pe care îl conduce. Și-a început cariera la Falkirk înainte de a se muta în ligile engleze timp de opt ani cu Huddersfield Town și Burnley. Născut în West Lothian, Arfield a reprezentat Scoția la nivel internațional de tineret înainte de a trece la Canada în 2016.

## Viața personală
Arfield s-a născut la Dechmont, în Scoția din părinte scoțian și părinte canadian.